# Pissevin-Valdegour
Pissevin-Valdegour est un quartier prioritaire de la politique de la ville situé dans la partie sud-ouest de Nîmes, surnommé « La ZUP ». S'étalant sur 93 hectares, il compte plus de 16 000 habitants en 2018, de loin le plus grand quartier prioritaire de la ville. Essentiellement urbanisé durant les années 1960, il comprend les deux secteurs de Valdegour au nord et Pissevin au sud, séparés par l'avenue Kennedy. 
Quartier de grands ensembles, il compte près de 7 000 logements, dont 67 % sociaux. Présentant un fort taux de pauvreté, le plus élevé pour un quartier de cette taille en France, il fait l'objet de projets de rénovation de l'Anru depuis les années 2000. Il est sujet à d'importants trafics de drogues. 
L'Insee divise ce quartier en sept îlots regroupés pour l'information statistique. Valdegour comprend les ilots Diderot, Jean Perrin et Galilée et comporte uniquement des logements sociaux, tandis que Pissevin regroupe Wagner, Soleil-Levant, Corot et Super Nîmes, avec de grands ensembles sociaux et des copropriétés privées.

## Situation
Pissevin-Valdegour est délimité en tant que quartier prioritaire de la politique de la ville par l'avenue George Dayan au sud, la route nationale 106 à l'ouest, le chemin de Valdegour au nord ainsi que chemin de Neuf-Pissevin et rue Bellini à l'est. 
Le secteur Valdegour est divisé en trois îlots regroupés pour l'information statistique (IRIS). Le plus important est Diderot, qui n'est pas inclus dans le quartier prioritaire mais est une zone franche urbaine, et contient la zone pavillonnaire « Les Capitelles ». Les ilots Jean-Perrin et Galilée sont dans le secteur prioritaire de Valdegour.
Le secteur Pissevin, séparé de Valdegour par l'avenue Kennedy, comprend quatre IRIS tous situés dans le quartier prioritaire. Au nord, « Galerie Wagner » est situé entre l'avenue des Arts et la rue Bellini tandis que Soleil-Levant entre la route nationale 106 et l'avenue des Arts. Les rues Utrillo et Puccini marquent la séparation avec les îlots sud, Corot et Super Nîmes, qui sont eux-mêmes séparés par l'avenue des Arts.

## Urbanisation
La zone à urbaniser en priorité (ZUP) de Pissevin-Valdegour est créée le 2 mars 1961 par un arrêté ministériel. Confié à l'architecte Xavier Arsène-Henry, le projet vise à répondre au besoin urgent de nombreux logements, dans le contexte des Trente Glorieuses et d'une crise nationale du mal-logement. Le quartier est implanté sur un terrain constitué de collines et ouvrant sur une plaine agricole composée de garrigues et vignes, ces dernières ayant donné leur nom au lieu-dit Pissevin.
Le quartier est principalement urbanisé durant les années 1960. La ZUP-Sud est la première entamée, avec de premières constructions à Super-Nîmes (autrement appelé « les Poètes ») d'immeubles de six étages achevés en 1962. Les travaux s'étendent ensuite vers le nord à Corot et Soleil-Levant (« les Peintres ») autour de la colline des Oiseaux, avec de longues barres accolées les unes aux autres. La résidence privée Soleil-Levant forme une sorte de « U » d'un kilomètre au total pour 537 logements,. 
Enfin, le secteur Wagner (« les Musiciens ») est achevé au début des années 1970 avec de hautes tours, jusqu'à 19 étages et une galerie commerciale. Plus à l'est, les trois tours de 17 étages du Messager sont inaugurées en 1973 par le bailleur social. Les résidences Soleil-Levant, Lou Cigaloun et Wagner sont des copropriétés privées, le reste étant du locatif social.
Valdegour correspond à la ZUP-Nord, bien plus petite et située sur un plateau, achevée au début des années 1970 et intégralement sociale. Un total de 7 500 logements sont construits à Pissevin-Valdegour, contre un objectif initial de 12 000. L'ensemble est constitué de hautes tours, jusqu'à vingt étages, et de longues barres avec de larges espaces extérieurs qui sont aménagés par la suite. 
Dans un premier temps, le quartier loge des personnes issues de l'exode rural ainsi que près de 9 000 rapatriés Français d'Algérie, avant d’accueillir des travailleurs immigrés, souvent originaires du Maroc,. La crise économique engendrée par les chocs pétroliers à partir de 1973 marque un tournant pour le quartier. Le chômage et la pauvreté explosent, ainsi que les impayés de loyers, et l'image du quartier se dégrade. En l'absence de rénovation pendant trente à quarante ans, le quartier devient insalubre : façade détériorée, ascenseurs en panne, passoires thermiques, radiateurs et ouvertures vétustes, etc..

## Rénovation urbaine

### Premier programme (2005-2015)

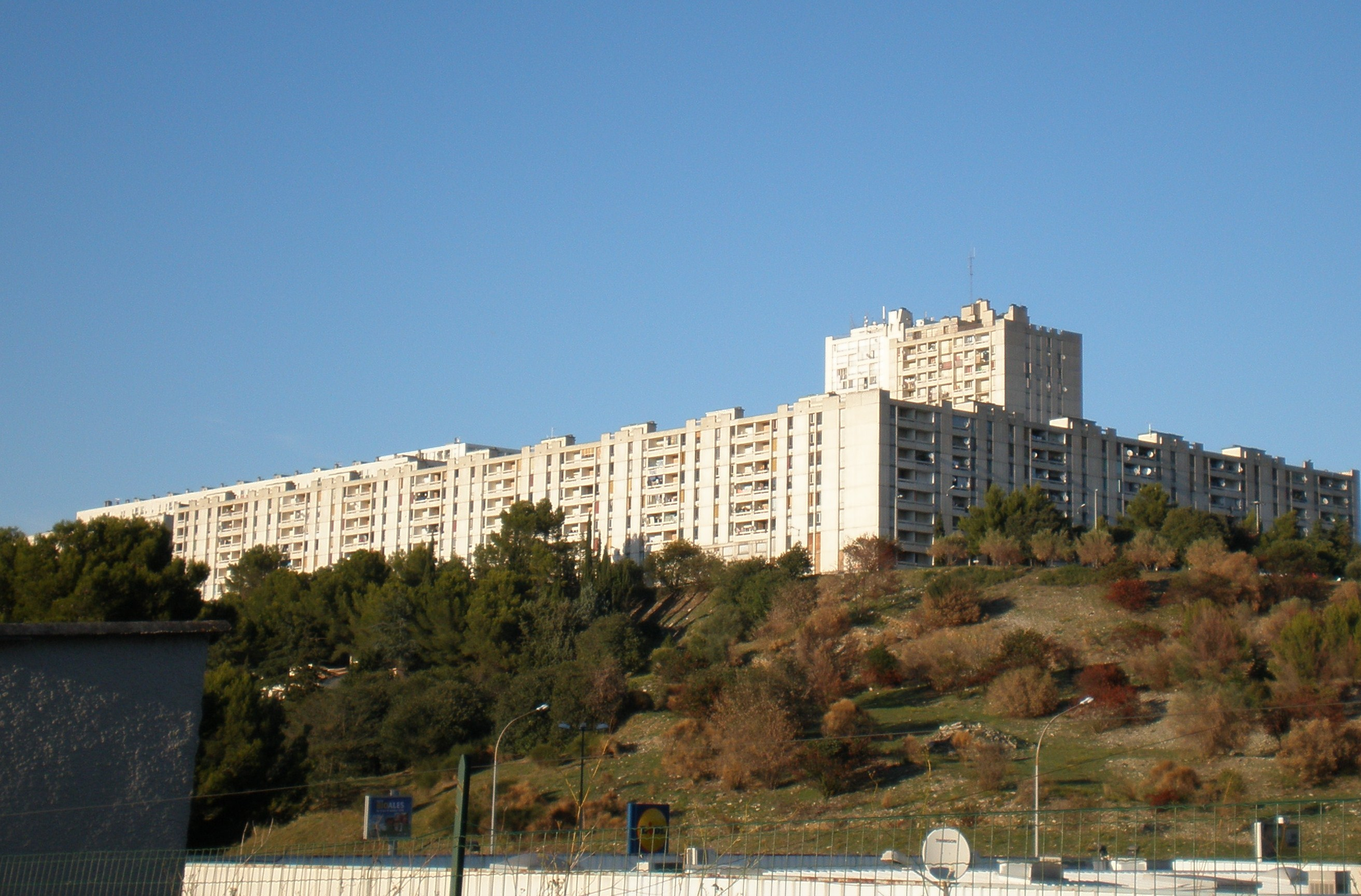
Barre Galillée, dont la partie ensoleillée a été détruite lors de ce premier programme.

Avec la création de l'Agence nationale pour la rénovation urbaine (ANRU) en 2004 se met en place le premier programme de rénovation du quartier partiellement financé par l’État. Au sein du quartier Pissevin, le programme aboutit à la destruction de 80 logements et la réhabilitation de 124 autres, principalement autour de la place Corot, avec destruction partielle d'une barre d'immeuble et réfection des façades restantes, en plus de poses d'ascenseurs et de suppression de la dalle, le tout achevé en 2018. La rénovation concerne finalement qu'une petite partie du quartier, et un projet bien plus ambitieux de « parc urbain » est repoussé pour le second programme de l'ANRU.
Le programme pour le secteur Valdegour est en revanche plus ambitieux, malgré la plus petite taille du quartier. Afin de casser l'effet « citadelle » du quartier, la partie occidentale de la longue barre d'immeubles Galillée est détruite en 2011, soit 170 logements, ce qui libère la vue pour de nombreux immeubles et supprime cet effet de muraille à l'entrée du quartier. Avec 157 logements, la barre Archimède est détruite en intégralité en 2009. De plus, 322 logements sont réhabilités et 403 résidentialisés,,.

### Second programme (depuis 2021)
Le second programme de renouvellement urbain se veut plus ambitieux, avec un budget de 229 millions d'euros et un classement du quartier en « intérêt national ». Pour le quartier Valdegour, le plan prévoit la destruction des tours Avogadro, Jean-Perrin et Pythagore, soit 385 logements sociaux supprimés dans l'ouest du quartier. 52 logements devraient être construits à l'est du quartier, dont 12 locatifs sociaux et 40 en accession sociale.
Pour Pissevin, le programme prévoit la destruction de la dalle Wagner et de la tour Pollux et ses 118 logements sociaux, à proximité de la place Corot. En remplacement du Carrefour démoli dans l'est du quartier, 89 logements devraient être construits, essentiellement en accession sociale. La réhabilitation des copropriétés dégradées de Wagner et Soleil-Levant s'annonce plus complexe, puisqu'elle nécessite un accord avec les nombreux propriétaires qui louent parfois leur bien. Douze copropriétés pour un total de 1 600 logements seront concernés par ces opérations, dont la résidence Soleil-Levant qui devrait être partiellement détruite pour créer plusieurs immeubles,. 
La ville cherche à reloger la moitié des habitants concernés au sein même de Nîmes, 20 % dans les communes de Marguerittes, Milhaud et Caissargues et le reste ailleurs dans le département du Gard. Par ailleurs, Pissevin et Valdegour sont desservis par la ligne T2 du bus à haut niveau de service de Nîmes depuis 2020.

## Population

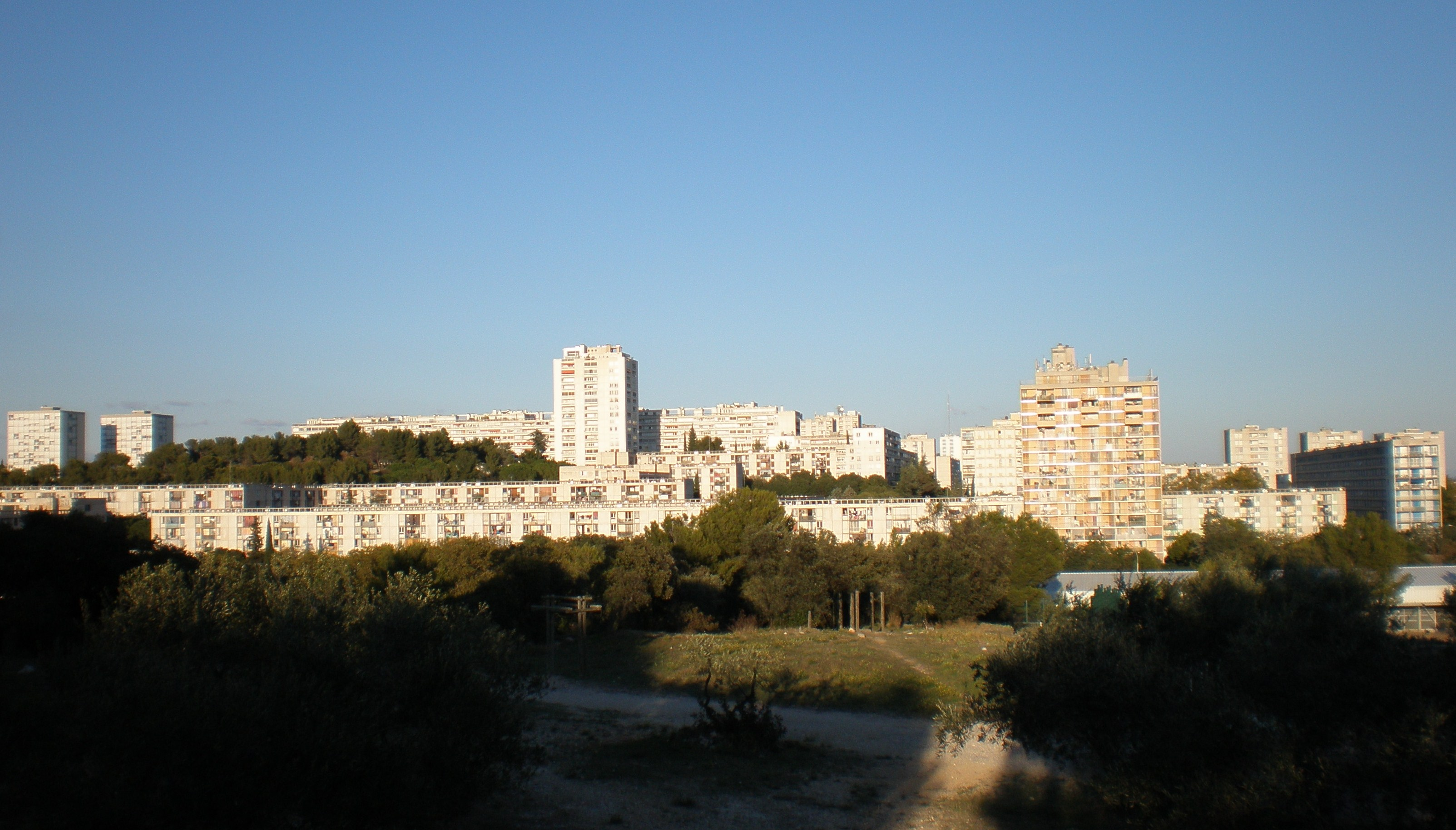
Vue générale de Pissevin.

Pissevin-Valdegour, dans sa délimitation en tant que quartier prioritaire de la politique de la ville, compte 16 389 habitants en 2018, en légère hausse par rapport aux 15 597 de 2013. Dans le cadre de sa délimitation en îlots regroupés pour l'information statistique, le quartier compte un peu moins d'habitants. 
| Quartier  | IRIS           | Population (2014) | Population (2018) |
| --------- | -------------- | ----------------- | ----------------- |
| Valdegour | Diderot        | 1 878             | 1 707             |
| Valdegour | Jean-Perrin    | 1 622             | 1 597             |
| Valdegour | Galilée        | 1 385             | 1 238             |
| Valdegour | Total          | 4 885             | 4 542             |
| Pissevin  | Galerie Wagner | 2 540             | 2 672             |
| Pissevin  | Soleil-Levant  | 4 013             | 3 711             |
| Pissevin  | Corot          | 1 739             | 1 834             |
| Pissevin  | Super-Nîmes    | 2 391             | 2 519             |
| Pissevin  | Total          | 10 683            | 10 736            |
| Total     | Total          | 15 568            | 15 278            |

Les conditions sociales du quartier sont particulièrement précaires. Avec un taux de pauvreté de près de 71 % en 2018, il présente une proportion exceptionnellement élevée à l'échelle nationale, même pour des quartiers équivalents. En effet, les quartiers prioritaires affichent un taux de pauvreté moyen de 43,5 %, et sur un total de 1 515 quartiers prioritaires en France, il est le sixième plus pauvre, et même premier parmi ceux de plus de 3 000 habitants.
Le taux de chômage du quartier atteint 46 % en 2019, là aussi un niveau exceptionnellement élevé pour une zone sensible. Les revenus médians des ménages par unité de consommation atteint 920 euros par mois en 2018, contre 1 480 pour la commune de Nîmes. Le quartier compte 67 % de logement sociaux, avec un taux de vacance important puisque 11,4 % d'entre-eux sont vides. La moitié de la population est âgée de moins de 25 ans et 26 % des 16-25 ans sont sans emploi ni formation ou étude. 

## Criminalité

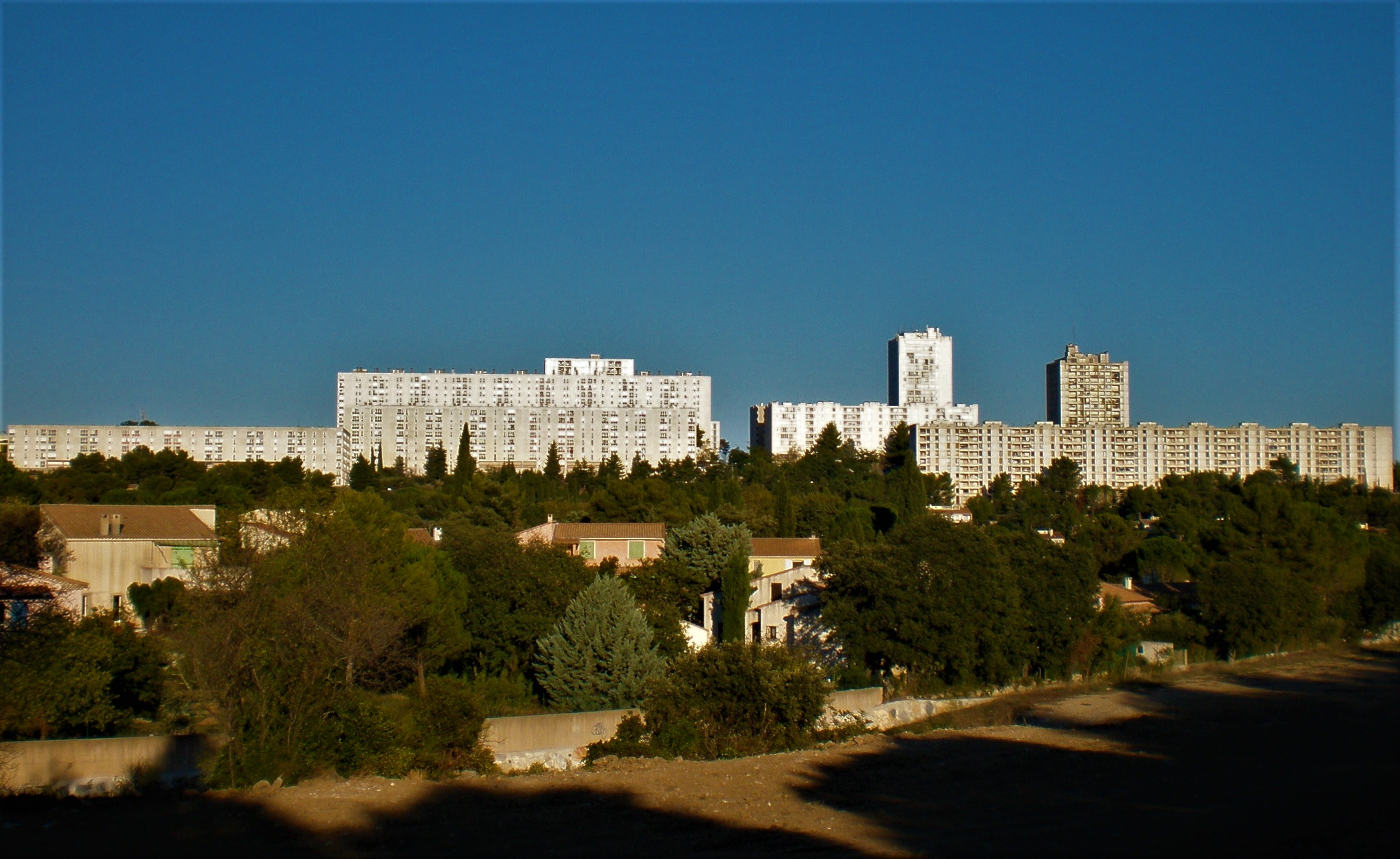
Vue générale de Valdegour.

Le quartier est largement envahi par le trafic de drogues, étant décrit par Le Figaro comme « une des plaques tournantes les plus actives de France », par laquelle transiterait jusqu'à 600 à 800 kilos de résine de cannabis par semaine, ainsi que plusieurs dizaines de kilos de cocaïne et de l'héroïne. La ville est effectivement idéalement située à proximité de l'Espagne et l'Italie, d'où proviennent une partie des stupéfiants, ainsi que sur leurs routes vers des villes comme Grenoble ou Lyon et jusqu'au nord de l'Europe. 
Selon Le Figaro, les trafiquants font régner la terreur sur le quartier, à travers des représailles envers les habitants ainsi que des règlements de compte et fusillades entre gangs rivaux, notamment entre les deux secteurs de Pissevin et Valdegour. 
En aout 2023, un enfant de 10 ans est tué lors d'une fusillade, meurtre pour lequel neuf suspects originaires de Nîmes, Marseille et Paris, sont mis en examen. Pour le procureur de Marseille, Pissevin « se retrouve faire l’objet d’assauts de la cité du Mas de Mingue. Et on sent derrière que la cité du Mas de Mingue aurait des connexions et du soutien de la DZ Mafia », implantée à Marseille.
Les habitants dénoncent un abandon des pouvoirs publics, alors qu'un commissariat de quartier a été fermé en 2012. Le quartier est classé quartier de reconquête républicaine, mais n'est pas une zone de sécurité prioritaire, à l'inverse de Mas de Mingue et Chemin-Bas d'Avignon, autres quartiers prioritaires nîmois.

## Éducation
À Pissevin, on trouve les deux écoles scolaires primaires Paul Langevin et Édouard Vaillant, toutes deux dans le sud-ouest du quartier. L'école maternelle Edouard Vaillant, séparée en deux parties construites en 1967 et 1969, rassemble environ 200 à 250 élèves,. Ouverte en 1995, l'école élémentaire Edouard Vaillant compte près de 400 élèves. L'école maternelle Paul Langevin ouverte en 1967 accueille 200 élèves en 2015 et 150 en 2022. L'école primaire du même nom, construite en 1990, compte environ 300 élèves. Au nord, les complexes scolaires Joseph Lakanal et Henri Wallon ouverts en 1974 et 1987 complètent l'offre, avec un total de 400 et 500 élèves respectivement. 
À Valdegour, les deux écoles primaires Paul Marcelin et Gustave Courbet, ouvertes en 1971 et 1974, rassemblent près de 800 élèves. Tous ces établissements sont classés REP+.
| Quartier  | Étape       | École            | Élèves (2022) |
| --------- | ----------- | ---------------- | ------------- |
| Pissevin  | Maternelle  | Paul Langevin    | 155           |
| Pissevin  | Maternelle  | Édouard Vaillant | 227           |
| Pissevin  | Maternelle  | Henri Wallon     | 189           |
| Pissevin  | Maternelle  | Joseph Lakanal   | 153           |
| Pissevin  | Élémentaire | Paul Langevin    | 320           |
| Pissevin  | Élémentaire | Édouard Vaillant | 357           |
| Pissevin  | Élémentaire | Henri Wallon     | 304           |
| Pissevin  | Élémentaire | Joseph Lakanal   | 248           |
| Valdegour | Maternelle  | Paul Marcelin    | 140           |
| Valdegour | Maternelle  | Gustave Courbet  | 158           |
| Valdegour | Élémentaire | Paul Marcelin    | 244           |
| Valdegour | Élémentaire | Gustave Courbet  | 244           |
| Total     | Total       | Total            | 2 739         |

En 2018, le collège Diderot est fermé sur décision du département du Gard. L'annonce brutale suscite l’inquiétude des familles qui craignent des frais supplémentaires en déplacements et cantines, alors que la décision est justifiée par l'absence de toute mixité sociale dans cet établissement qui accueillait seulement 274 élèves lors de la fermeture, avec 83 % de familles pauvres, mais ne rencontrait pas de graves problèmes de sécurité. La moitié d'entre-eux sont dirigés vers le collège Jules-Verne, situé à proximité, et l'autre moitié au collège Jean-Rostand, plus éloigné,.

## Sources
- Dans les cités de Nîmes, malgré les travaux, la misère persiste sur Le Monde, le 18 février 2013
- « Expérience Nîmes ». Un projet de gestion urbaine croisant architecture, art et design (1983-1995) sur journals.openedition.org
- Du Mouvement moderne à la question urbaine, Nîmes 1960-2000 sur hal.archives-ouvertes.fr, le 14 novembre 2017
- Dans l'enfer de la cité Pissevin de Nîmes, cancérisée par le trafic de drogue sur Le Figaro, le 27 février 2020
- Habitat du Gard - 100 ans d'Histoire sur habitatdugard.fr